# Herbert Bauer (Offizier)

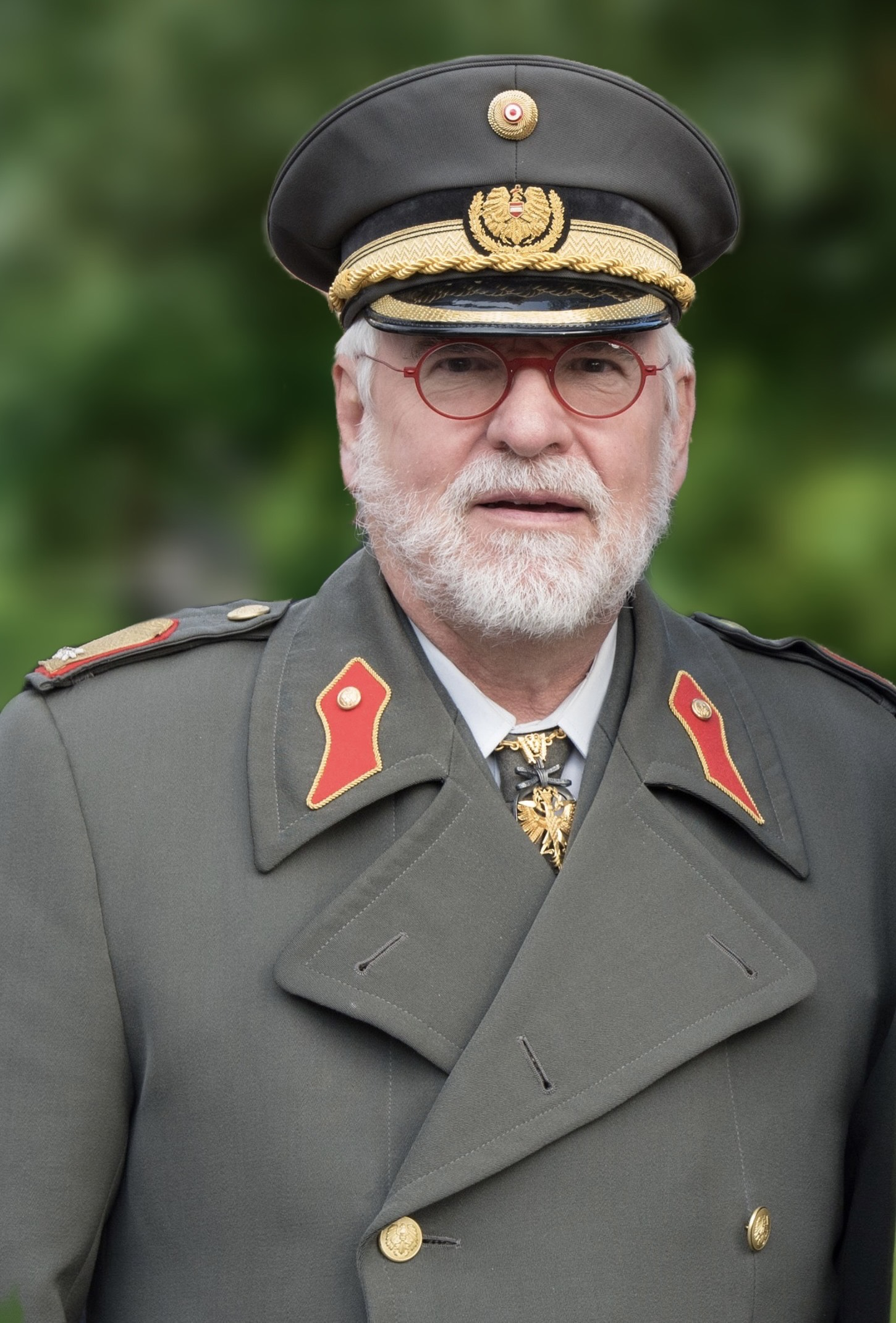
Generalmajor Herbert Bauer (2020)

Herbert Bauer (* 2. Dezember 1955 in Klagenfurt) ist ein Generalmajor i. R. des österreichischen Bundesheeres.

## Militärische Laufbahn

### Ausbildung und erste Verwendungen
Herbert Bauer trat 1974 in das Bundesheer ein und absolvierte seinen Grundwehrdienst in Klagenfurt. Anschließend besuchte er bis 1978 die Theresianische Militärakademie und wurde dann bis 1982 in verschiedenen Positionen als Infanterieoffizier eingesetzt.

### Dienst als Stabsoffizier
Von 1982 bis 1985 absolvierte er den 10. Generalstabslehrgang an der Landesverteidigungsakademie in Wien, um danach zum Militärkommando Tirol als Abteilungsleiter und Chef des Stabes zu kommen.
Von 1995 bis 1997 war er Kommandant des Jagdkommandos und baute selbiges in eine moderne und schlagkräftige Kommandoeinheit um.

### Dienst im Generalsrang
1999 wurde er Kommandant der 6. Jägerbrigade in Absam/Tirol und im Oktober 2002 Militärkommandant von Tirol, bevor er 2003 unter Verteidigungsminister Günther Platter nach Wien ins Verteidigungsministerium wechselte.
Am 1. Jänner 2004 wurde Bauer zum Generalmajor befördert. Zwei Jahre später kehrte Bauer auf die Position des Militärkommandanten Tirols zurück. Zum 1. April 2020 trat Herbert Bauer in den Ruhestand.

### Auslandseinsätze
- 1991 als militärischer Delegierter bei den Abrüstungsverhandlungen in Genf (Schweiz)[2][6]
- 1996 in Malawi (Südostafrika)[2][6]

### Funktionen in der Österreichischen Offiziersgesellschaft
Herbert Bauer engagierte sich ab 1993 in der Österreichischen Offiziersgesellschaft. Er begann als wehrpolitischer Referent und war zwischen 2000 und 2003 als Vizepräsident tätig. Von November 2008 bis Dezember 2013 war er Generalsekretär und übernahm danach die Chefredaktion der Zeitschrift „Der Offizier“, die er bis November 2019 innehatte. Anlässlich seines Übertritts in den Ruhestand wurde er für seine großen Verdienste mit der höchsten Auszeichnung der ÖOG, dem Großoffizierskreuz in Gold, geehrt.

## Privates
Herbert Bauer ist verheiratet und Vater eines Kindes.
Im April 2022 – zwei Monate nach Beginn des russischen Überfalls auf die Ukraine – startete Bauer den Podcast „Stets bereit“ über militär- und sicherheitspolitische Themen.

## Auszeichnungen und Ehrenzeichen (Auszug)
- 1989 Goldenes Verdienstzeichen der Republik Österreich[9]
- 2006 Großes Ehrenzeichen für Verdienste um die Republik Österreich[10]
- 2019 Ehrenzeichen des Landes Tirol[11]
- 2019 Ehrenbürger der Leopold-Franzens-Universität Innsbruck[12]
- 2020 Einsatzmedaille des Österreichischen Bundesheers[13]
- 2020 Ehrenkreuz der Bundeswehr in Gold[14]